# Massacro del McDonald's di San Ysidro

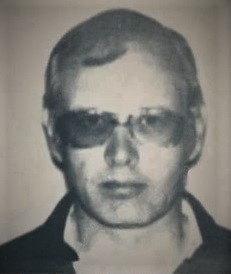
L'attentatore James Huberty

Il massacro del McDonald's di San Ysidro fu una strage in un ristorante McDonald's avvenuta nel quartiere San Ysidro di San Diego il 18 luglio 1984. L'esecutore, il quarantunenne James Huberty, sparò uccidendo 21 persone e ferendone 19, prima di essere ucciso da un cecchino della SWAT. La sparatoria fu il massacro con arma da fuoco con più vittime nella storia degli Stati Uniti fino al massacro di Luby del 1991.

## L'autore del massacro
James Oliver Huberty (11 ottobre 1942 – 18 luglio 1984) era nato a Canton, in Ohio, da Earl V. e Icle Huberty. A 3 anni contrasse la poliomielite, e nonostante i progressivi miglioramenti ottenuti, la malattia gli lasciò sempre dei problemi mentre camminava. Suo padre precisò che, a causa della malattia, il suo intero sistema nervoso lo rendeva "irascibile" a causa del disagio e degli spasmi che provava. 
Nei primi anni cinquanta il padre comprò una fattoria nel Pennsylvania Amish Country. La madre rifiutò di vivere con gli Amish e presto abbandonò la famiglia per seguire un'organizzazione della chiesa Battista. Huberty trovò l'abbandono di sua madre emotivamente devastante; suo padre ricorderà in seguito di aver trovato suo figlio accasciato nel pollaio di famiglia singhiozzando. Nel 1962 Huberty si iscrisse al Malone College, dove iniziò a studiare sociologia, prima di decidere di studiare al Pittsburgh Institute of Mortuary Science a Pittsburgh, Pennsylvania.
Nel 1965 sposò Etna Markland, che aveva conosciuto mentre frequentava il Malone College. Poco dopo il matrimonio, Huberty ottenne la licenza per imbalsamazione, e trovò lavoro presso un'agenzia funebre a Canton. Lavorò lì per due anni, prima di decidere di fare il saldatore. Successivamente, lui e la moglie si trasferirono a Massillon, in Ohio, dove ebbe due figlie: Zelia, nel 1972, e Cassandra, nel 1974. Lui ed Etna ebbero una storia di violenza domestica, con Etna che sporse denuncia al Canton Department of Children and Family Services perché il marito le aveva "rovinato" la mascella. Gli leggeva spesso i tarocchi per calmarlo e tranquillizzarlo sul suo futuro, nonostante ciò lo tranquillizzasse solo per un breve periodo.
Huberty, un autoproclamato survivalista, vedeva segni di ciò che pensava essere l'inizio di gravi problemi negli Stati Uniti, e pensava che alcune regolamentazioni del governo fossero la causa del fallimento di molti lavori, compreso il suo. Credeva che i banchieri internazionali stessero volutamente manipolando il Federal Reserve System e mandando in bancarotta la nazione. Convinto che l'invasione dell'Unione Sovietica fosse ovunque, riteneva che il crollo della società fosse vicino, probabilmente attraverso la crisi economica o una guerra nucleare. Spese migliaia di dollari per riempire la sua casa a Canton con cibo non deperibile e sei fucili che intendeva usare per difendere la sua casa dall'imminente caos. Secondo un conoscente della famiglia di nome Jim Aslanes, la casa di Huberty era così piena di armi da fuoco che in qualunque zona della casa fosse, "poteva allungare un braccio e prendere un fucile". Inoltre Huberty aveva più volte espresso il pensiero che lo Stato non lo stesse trattando bene, e che veniva fatto di tutto per andare contro chi lavorava.
Quando nell'ottobre 1983 Huberty e la sua famiglia si trasferirono dall'Ohio a Tijuana, in Messico, egli lasciò quasi tutte le sue cose di valore nello scantinato di casa, ma si assicurò di portare con sé il suo arsenale di armi. Secondo i resoconti, all'epoca la famiglia di Huberty si integrò bene con i vicini, mentre Huberty - che parlava poco spagnolo - era solitario e taciturno. Tre mesi dopo gli Huberty si spostarono nel sobborgo di San Diego San Ysidro, dove affittarono un appartamento con due stanze. A San Ysidro Huberty trovò lavoro come guardia di sicurezza, e la famiglia traslocò quindi in un appartamento ad Averil Road, a solo un isolato dal McDonald's che l'uomo scelse per compiere la strage. Huberty fu licenziato il 10 luglio, una settimana prima del massacro.

## Catena degli eventi

### Prima della sparatoria
Il 15 luglio 1984, tre giorni prima di compiere il massacro, Huberty disse alla moglie, Etna, che sospettava di avere un disturbo mentale. Due giorni dopo, il 17 luglio, chiamò una clinica di salute mentale, richiedendo un appuntamento. Dopo aver lasciato i suoi contatti alla receptionist, gli assicurarono che sarebbe stato richiamato entro poche ore. Secondo il racconto della moglie, si sedette in silenzio davanti al telefono per diverse ore, prima di uscire improvvisamente di casa e guidare la sua motocicletta verso un luogo sconosciuto. All'insaputa di Huberty, la receptionist aveva sbagliato a scrivere il suo cognome scrivendo "Shouberty". I suoi modi gentili non trasmisero un senso di urgenza all'operatrice; la sua chiamata fu quindi inserita nei casi non gravi, da essere richiamati entro 48 ore. All'incirca un'ora dopo, Huberty ritornò a casa contento. Dopo aver cenato, la coppia e le loro figlie (di 12 e 10 anni) andarono in bicicletta a un parco vicino, mentre più tardi lui ed Etna videro un film insieme.
Il mattino seguente, mercoledì 18 luglio, Huberty portò la moglie e i figli allo zoo di San Diego. Durante la camminata, disse alla moglie che la sua vita era ormai finita. Riferendosi alla mancata chiamata da parte del centro di salute mentale, disse, "Bene, la società ha avuto la sua chance". Dopo aver pranzato a un McDonald's nel quartiere di San Diego Clairemont, gli Huberty fecero ritorno a casa. Poco dopo, andò in camera da letto dove la moglie si stava rilassando sdraiata sul letto; andò verso di lei e le disse "voglio darti il bacio dell'addio". Etna gli chiese dove stesse andando, e lui rispose "vado a caccia di umani".
Mentre camminava verso la porta portandosi dietro un borsone avvolto in una coperta a quadri Huberty guardò verso la figlia maggiore, Zelia, dicendole "ciao, non tornerò". Guidò verso San Ysidro Boulevard. Secondo un testimone oculare, guidò prima verso il supermarket Big Bear e poi verso un ufficio postale, prima di entrare nel parcheggio di un ristorante McDonald's a circa 400 metri di distanza dal suo appartamento.

### La sparatoria
All'incirca alle 16 del 18 luglio James Huberty guidò la sua berlina Mercury Marquis nel parcheggio di un ristorante McDonald's su San Ysidro Boulevard. Con se aveva una pistola Browning HP 9mm semi-automatica, una carabina IMI Uzi 9 mm, un fucile a canna liscia Winchester, e una borsa di tessuto riempita con centinaia di munizioni per ogni arma. Nel ristorante erano presenti 45 clienti.
Dopo essere entrato nel ristorante qualche minuto dopo, Huberty prima puntò il fucile a un impiegato di 16 anni di nome John Arnold. Il vicedirettore, Guillermo Flores, gridò, "Hey, John, quel ragazzo sta per spararti". Secondo Arnold, quando Huberty premette il grilletto, "non successe nulla". Mentre Huberty ispezionava l'arma, il direttore del ristorante, la ventiduenne Neva Caine, camminò verso Arnold, mentre Arnold - credendo che il tutto fosse uno scherzo - iniziò ad allontanarsi dall'uomo armato. Huberty sparò verso il soffitto prima di puntare l'Uzi verso la Caine, sparandole una volta sotto l'occhio sinistro. La Caine morì qualche minuto dopo.
Subito dopo aver sparato alla Caine, Huberty sparò con il fucile verso John Arnold, ferendo il giovane al petto, e gridando "tutti a terra". Huberty si riferì a tutti i presenti al ristorante come "sporchi maiali", gridando che aveva ucciso un migliaio di persone in Vietnam e che aveva intenzione di ucciderne un altro migliaio (dopo la tragedia si scoprì che Huberty non era mai stato nell'esercito, tantomeno aveva combattuto in Vietnam). Dopo aver sentito le invettive e le imprecazioni di Huberty, ed aver visto Neva Caine e John Arnold a terra, un cliente, il venticinquenne Victor Rivera, tentò di persuadere Huberty a non sparare più. In risposta, Huberty sparò a Rivera 14 volte, gridandogli ripetutamente "stai zitto", mentre Rivera gemeva a terra.
Mentre molti dei presenti al ristorante cercavano di nascondersi sotto ai tavoli, Huberty spostò la sua attenzione verso sei donne e bambini che si stavano abbracciando. Prima sparò, uccidendola, alla diciannovenne María Colmenero-Silva con un singolo proiettile al petto; sparò poi alla bambina di 9 anni Claudia Pérez allo stomaco, alla guancia, alla coscia, al fianco, al petto, alla schiena, al braccio e alla testa con l'Uzi, e ferì la sorella quindicenne Imelda, sparandole una volta al petto con la stessa arma, poi sparò all'undicenne Aurora Peña con il fucile. Peña - inizialmente ferita alla gamba - era stata coperta dalla zia incinta, la diciottenne Jackie Reyes. Huberty sparò alla Reyes 48 volte con l'Uzi. Dietro il corpo della madre, il neonato di 8 mesi Carlos Reyes iniziò a piangere, e Huberty lo uccise con un singolo colpo al centro della schiena.
Huberty sparò e uccise un camionista di 62 anni di nome Laurence Versluis, prima di puntare una delle famiglie nell'area giochi del ristorante, che avevano cercato di proteggere i figli con i loro corpi sotto ai tavoli. La trentunenne Blythe Regan Herrera aveva protetto il figlio di 11 anni, Matao, sotto uno dei banchi del cibo, e il marito aveva coperto il figlio di 12 anni Keith sotto un altro bancone lontano da loro. Huberty iniziò a sparare alle persone sedute al ristorante mentre camminava verso quelle sotto ai tavoli. Ronald Herrera ordinò a Thomas di non muoversi, coprendolo col suo corpo. Thomas fu colpito due volte alla spalla e al braccio, ma non fu gravemente ferito; Ronald Herrera fu colpito otto volte allo stomaco, al petto, al braccio, alla testa ma riuscì a sopravvivere; sua moglie, Blythe, e suo figlio, Matao, furono entrambi uccisi da numerosi colpi alla testa.
Nelle vicinanze due donne cercavano di nascondersi dietro un bancone. Guadalupe del Rio, 24 anni era contro un muro; fu coperta dall'amico, il trentunenne Arisdelsi Vuelvas Vargas. Del Rio fu colpita diverse volte alla schiena, agli addominali, al petto, al collo, ma nessuna delle ferite fu grave, mentre Vargas fu colpito una volta sola dietro la testa. Morì per la ferita il giorno dopo, e fu l'unica persona a sopravvivere abbastanza da raggiungere l'ospedale. In un altro bancone, Huberty uccise il quarantacinquenne Hugo Velazquez Vasquez sparandogli al petto.
La prima di molte chiamate d'emergenza fu fatta alle 4 del pomeriggio, ma la polizia fu per errore mandata a un altro McDonald's lontano tre chilometri da quello a San Ysidro. La polizia arrivò al ristorante corretto dieci minuti dopo. Fecero chiudere la zona per sei isolati. Stabilirono poi un posto di comando a due isolati dal ristorante, e sparsero 175 agenti in zone strategiche. (Questi agenti furono raggiunti un'ora dopo dai membri della SWAT, che a loro volta si posizionarono in diverse zone attorno al ristorante.)
Una giovane donna, Lydia Flores, arrivò con la macchina nel parcheggio del ristorante poco dopo le 4, notando finestre rotte e rumori di spari, prima di "alzare lo sguardo e vederlo che sparava e basta". La Flores fece retromarcia fino a quando la macchina non sbatté contro una recinzione; si nascose quindi con la figlia di due anni fino a quando gli spari cessarono.
Tre bambini di 11 anni arrivarono in bici nel parcheggio per comprare qualcosa da bere. Sentendo qualcuno gridare, tutti e tre esitarono, prima che Huberty gli sparò addosso col fucile con l'Uzi. Joshua Coleman cadde a terra ferito in maniera grave alla schiena, al braccio e alla gamba; ricordò più tardi di aver guardato verso i suoi amici, Omarr Hernández e David Delgado, vedendo che Hernández era a terra con diverse ferite alla schiena e iniziò a vomitare; Delgado era stato colpito diverse volte alla testa e morì. Coleman sopravvisse, mentre Hernández, insieme a Delgado, morì sul posto.
Huberty notò una coppia di anziani, Miguel e Aida Victoria, camminare verso l'entrata. Mentre Miguel stava per aprire la porta per far entrare la moglie, Huberty fece fuoco con il fucile, uccidendo Aida con un colpo alla faccia e ferendo Miguel. Un sopravvissuto non ferito, Oscar Mondragon, disse che vide Miguel chinarsi verso la moglie e cercare di pulirle la faccia dal sangue. Miguel iniziò poi ad insultare Huberty, che lo uccise sparandogli in testa.
All'incirca alle 4 e 10, una coppia di messicani, Astolfo e Maricela Felix, guidarono verso una delle aree di servizio del ristorante. Notando i vetri rotti, Astolfo inizialmente pensò che stessero facendo dei lavori di ristrutturazione e che Huberty - che stava camminando verso la macchina - fosse un operaio. Huberty sparò con il fucile e con l'Uzi alla coppia e alla loro figlia di 4 mesi, Karlita, colpendo Maricela in faccia, alle braccia e al petto, accecandola a un occhio e rendendole permanentemente inutilizzabile una mano. La figlia fu gravemente ferita al collo, al petto e all'addome. Astolfo fu ferito al petto e alla testa. Mentre Astolfo e Maricela scapparono dal fuoco di Huberty, Maricela mise la bambina nelle braccia di una donna che stava scappando e le disse in spagnolo, "Per favore salva mia figlia", prima di ripararsi dietro una macchina parcheggiata. La donna portò la bambina in un ospedale vicino mentre il marito prestava soccorso ad Astolfo e Maricela in un palazzo vicino. Tutti e tre i Felix sopravvissero.
Diversi sopravvissuti dichiararono più tardi che Huberty accese una radio portatile, probabilmente alla ricerca di notiziari, prima di mettere una stazione con della musica e ricominciare a sparare. Poco dopo entrò in cucina, scoprendo sei impiegati. Iniziò quindi a sparare, uccidendo la ventunenne Paulina López, la diciannovenne Elsa Borboa-Fierro e la diciottenne Margarita Padilla, ferendo gravemente il diciassettenne Alberto Leos. Padilla aveva detto ad una collega, la diciassettenne Wendy Flanagan, di scappare, prima di essere colpita a morte. La Flanagan, quattro altri impiegati ed una cliente donna si nascosero in una stanza nel seminterrato. A loro si unì Leos, dopo che fu colpito diverse volte.
Sentendo il giovane teenager Jose Pérez lamentarsi, Huberty lo uccise sparandogli alla testa. Pérez morì a fianco degli amici e della vicina, Gloria González, e di una giovane donna di nome Michelle Carncross. A un certo punto, Aurora Peña, che giaceva distesa vicino alla zia morta, alla cugina neonata e ai due suoi amici, notò una pausa negli spari. Aprì gli occhi, e vide Huberty vicino che la guardava. Imprecò e le lanciò un pacchetto di patatine fritte addosso, poi ricaricò il fucile e le sparò al braccio, al petto e al collo. Sopravvisse, nonostante il fatto che rimase in ospedale per il periodo più lungo tra tutti i sopravvissuti. Occasionalmente Huberty utilizzava delle fantomatiche giustificazioni prima di uccidere le sue vittime.
La polizia, appostata nei pressi del ristorante, non sapeva inizialmente quanti fossero i carnefici, dal momento che Huberty stava usando diverse armi da fuoco e sparava rapidamente. Inoltre dal momento che molte finestre del ristorante erano state rotte dagli spari, i riflessi dei vetri rotti rendevano difficile per la polizia vedere all'interno. Un cecchino della SWAT si posizionò sul tetto di un ufficio postale accanto al ristorante. Fu autorizzato ad uccidere Huberty non appena avesse avuto una visuale chiara.

### Fine del massacro
Alle 5.17 il cecchino ottenne la visuale chiara di Huberty dal collo in giù; sparò una sola volta, il colpo gli trapassò l'aorta uscendo dalla spina dorsale, causandogli una ferita di circa due centimetri che lo fece cadere di schiena. Il petto di Huberty si sollevò, per poi distendersi. La sparatoria durò 78 minuti, durante i quali Huberty esaurì non meno di 245 cartucce, uccidendo 20 persone e ferendone altre 20, di cui una morì il giorno dopo in ospedale. Diciassette persone furono uccise nel ristorante, quattro nelle immediate vicinanze. Molti feriti cercarono di tamponare le perdite di sangue con dei tovaglioli, spesso invano.
Tra le vittime, 13 furono uccise per colpi alla testa, 7 perché furono colpite al petto e una vittima, il bambino di 8 mesi Carlos Reyes, da un singolo proiettile da 9 mm che lo colpì alla schiena. Le vittime, la cui età variava dagli 8 mesi ai 74 anni, erano quasi tutti di origine messicana, riflettendo la demografia della zona. Nonostante Huberty durante la sparatoria disse che aveva ucciso migliaia di persone in Vietnam, non aveva fatto parte di nessun reparto militare.

## Conseguenze
A causa del numero delle vittime, le agenzie di pompe funebri del luogo dovettero utilizzare per la veglia funebre il San Ysidro Civic Center. Entro due giorni dalla strage, il ristorante San Ysidro Boulevard fu completamente messo a posto e rinnovato. Si era deciso di farlo aprire di nuovo nella speranza - come disse uno degli impiegati - che il ristorante sarebbe diventato "solo un altro McDonald's". Ma dopo una discussione tra i membri della comunità, si decise di non farlo più riaprire. Il nuovo ristorante fu demolito il 28 luglio. McDonald's costruì in seguito un nuovo ristorante nelle vicinanze, e annunciò inoltre che avrebbe donato un milione di dollari a un fondo destinato ai sopravvissuti.
Dopo la chiusura del ristorante, McDonald's donò il terreno alla città, a condizione che nessun ristorante sarebbe stato costruito sul posto. Per oltre quattro anni si susseguirono piani per convertire il sito in un parco memoriale. Diversi memoriali improvvisati furono costruiti e abbattuti. La terra fu infine venduta nel febbraio 1988 al Southwestern College per 136,000 dollari, con l'accordo che un'area di circa 300 m² di fronte al campus sarebbe stata destinata alla costruzione di un memoriale permanente alla memoria delle 21 vittime.
Il memoriale consiste in 21 pilastri esagonali di marmo bianco con un'altezza variabile dai 30 centimetri ai due metri, e in ognuno è inciso il nome di una vittima. Ideato da Roberto Valdes, ex studente del Southwestern College, che ha detto della scultura: "I 21 esagoni rappresentano ognuno una vittima, e sono di altezza differente, a rappresentare le diverse età e provenienza delle vittime. Sono legate tra loro nella speranza che la comunità, in una tragedia come questa, si unisca, come hanno fatto loro". A ogni anniversario della strage il memoriale viene decorato con fiori. Nella festa messicana del giorno dei morti, il 1º novembre, candele e offerte sono portate sul posto per ricordare le vittime. Il memoriale si trova al 460 della San Ysidro Boulevard.

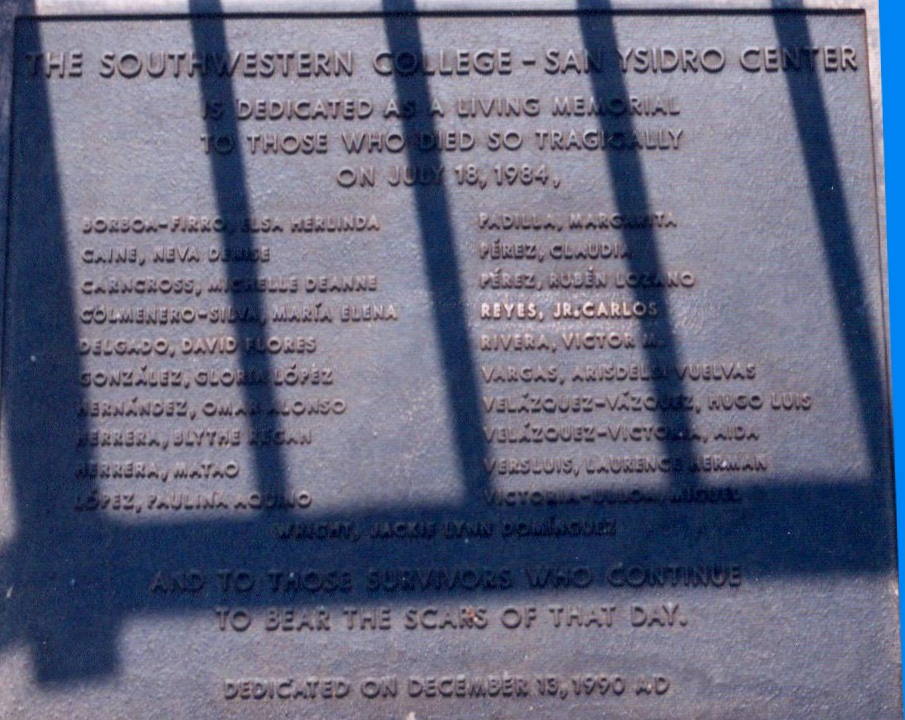
Una targa commemorativa del memoriale, con sopra incisi i nomi delle 21 vittime

Dopo il massacro la città di San Diego migliorò gli addestramenti delle unità speciali, e acquistò armi migliori per meglio equipaggiare la polizia in caso di eventi simili. Secondo un poliziotto, che confessò di sentirsi "inadeguato" con un revolver calibro 38: "È arrivato il momento di avere una squadra a tempo pieno, ben equipaggiata e addestrata, in grado di rispondere rapidamente, ovunque nella città".
Diversi familiari delle vittime e alcuni dei sopravvissuti fecero causa alla McDonald's Corporation all'Alta Corte della California, contea di San Diego. La corte rigettò le cause, ma gli attori appellarono. Il 25 luglio 1987 la Corte d'Appello della California confermò il giudizio abbreviato per McDonald's perché: (1) McDonald's o qualsiasi altra azienda non ha il dovere di proteggere i clienti da aggressioni imprevedibili da un assassino impazzito; e (2) gli attori non potevano provare che normali misure di sicurezza di solito usate dai ristoranti per scoraggiare i criminali, come guardie e telecamere a circuito chiuso, avrebbero dissuaso Huberty, in quanto egli non era preoccupato della sua sopravvivenza.
Nelle settimane seguenti il massacro la moglie di Huberty e la figlia rimasero presso un'amica di famiglia. A seguito di forti proteste da parte dei residenti, Etna ricevette il primo pagamento da parte del fondo dei sopravvissuti. Nel 1986 fece senza successo causa a McDonald's e alla Babcock & Wilcox, ex datori di lavoro del marito, nella corte dello Stato dell'Ohio per 5 milioni di dollari. Secondo l'azione legale proposta la tragedia sarebbe scaturita dal fatto che il marito mangiasse male e lavorasse in ambienti con metalli altamente tossici, dichiarando che il glutammato monosodico dei cibi di McDonald's, insieme al piombo e al cadmio scoperti nel corpo di Huberty durante l'autopsia - probabilmente presenti a causa dei vapori inalati da Huberty nei 14 anni di lavoro come saldatore presso la Babcock & Wilcox - gli avevano causato allucinazioni e collera incontrollabile. L'autopsia rivelò inoltre che non c'erano droghe o alcol nel corpo.
Il corpo di James Huberty fu cremato il 23 luglio 1984, e le sue ceneri furono sotterrate nella sua casa in Ohio. Etna Huberty e le sue figlie si spostarono da San Ysidro al paese vicino di Spring Valley, dove le figlie si iscrissero a scuola sotto falso nome. Etna Huberty morì di cancro al seno nel 2003.